# Cévice

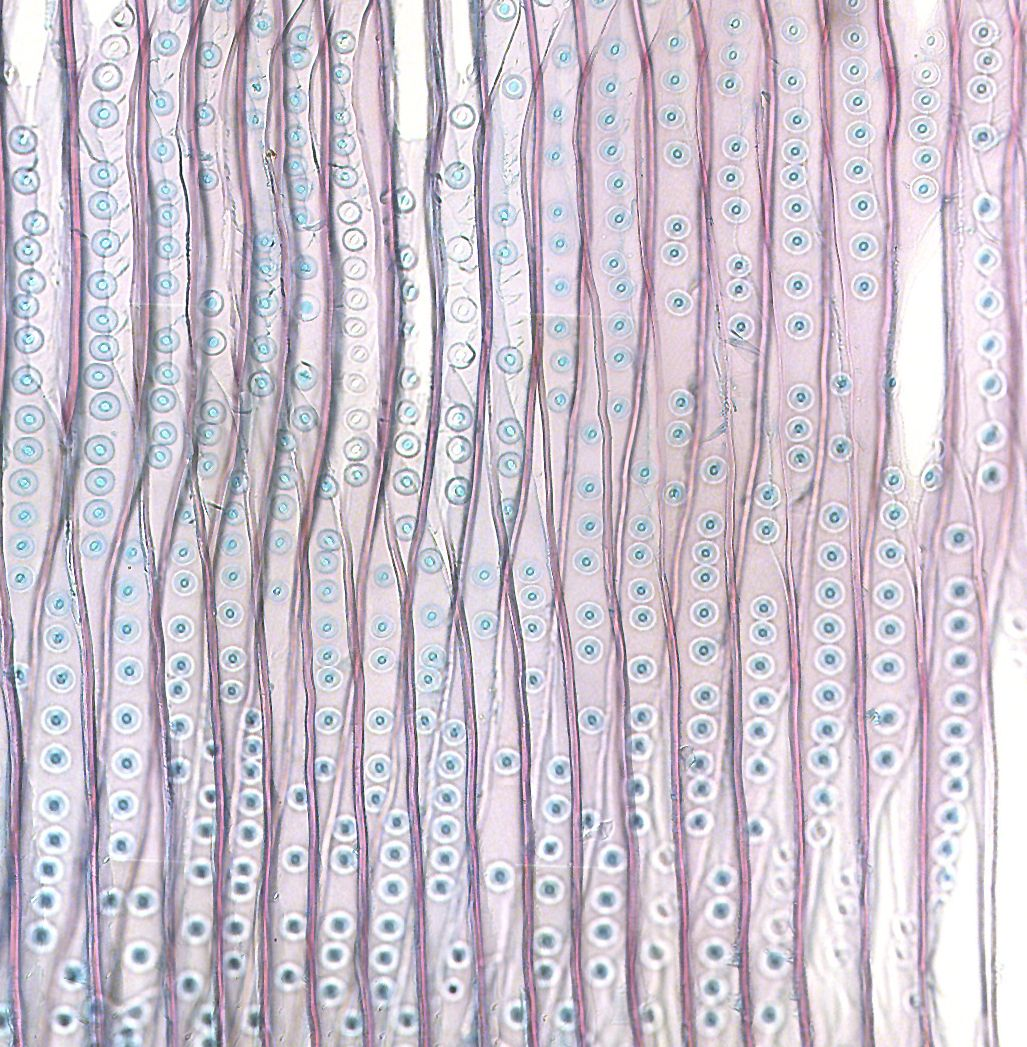
Cévice jedle ojíněné

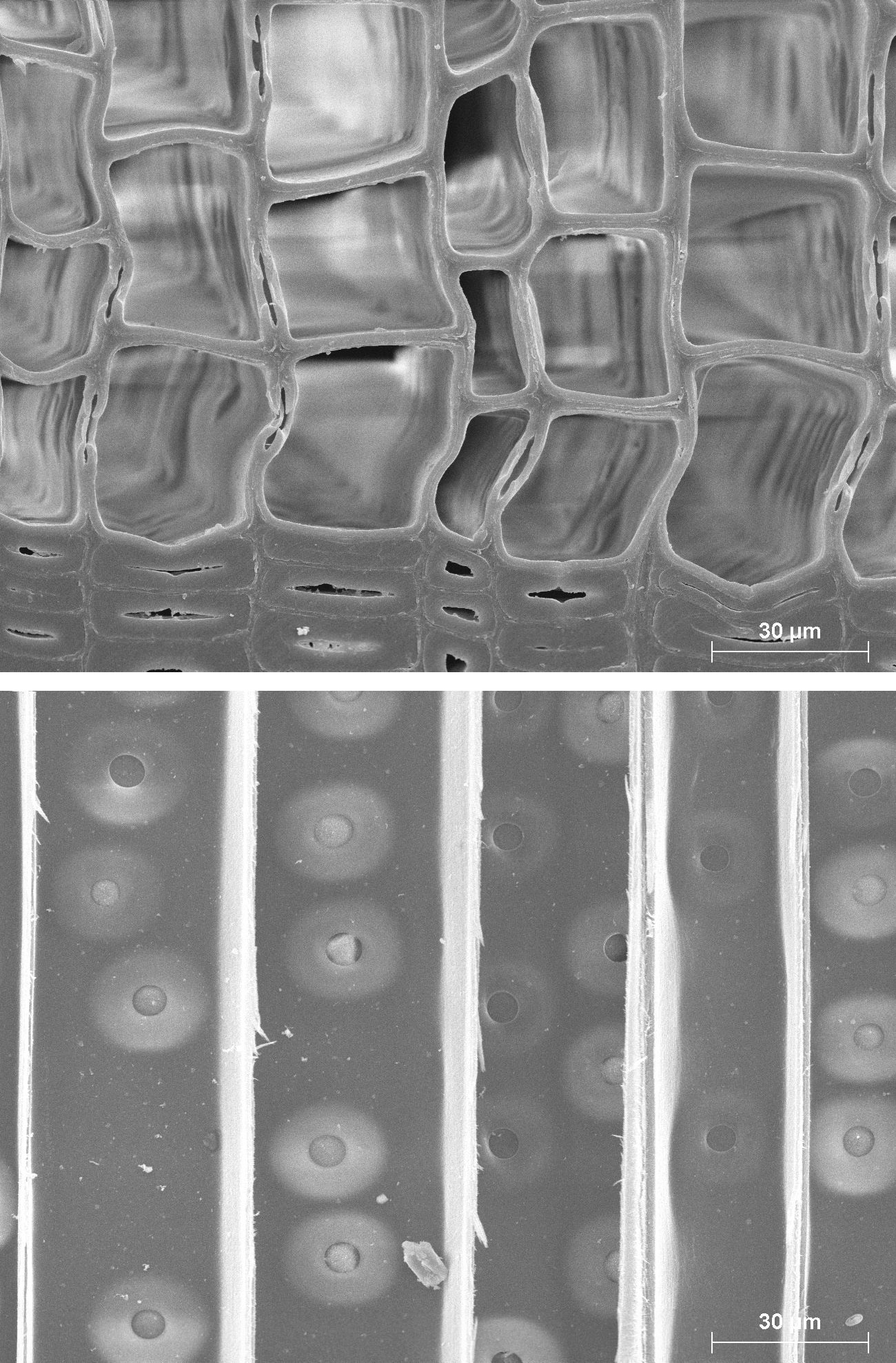
Detailní pohled na cévice (smrk ztepilý)

Cévice (tracheidy) jsou vývojově původnějším typem vodivých elementů. Dosahují délky jenom několik mm. Mají protáhlý trubicovitý tvar s výrazně zešikmenými konci, na příčném řezu bývají typicky pěti- či šestihranné. V období vlastní činnosti jsou již odumřelé. Tvoří je na sebe navazující buňky, jejichž příčné stěny jsou bez otvorů. Cévice se vyskytují u kapraďorostů a nahosemenných rostlin.
Slouží k transportu vody a také vyztužují rostlinu. Vyskytují se v nedřevnatých částech rostlin a zásobují nadzemní orgány vodou. Mají větší povrch než ostatní cévy, a proto udrží mnohem více vody v době, kdy neprobíhá transpirace (vypařování) průduchy. Chrání tak rostliny před embolií.